# كارلوس مونتياغودو
كارلوس روميو مونتياغودو (بالإنجليزية: Carlos Romeo Monteagudo)‏ (مواليد 29 أبريل 1985 في سان فيتشينتي) لاعب كرة قدم سلفادوري دولي يجيد اللعب في خط الوسط . يلعب حاليا لصالح نادي لويس أنخل فيربو السلفادوري منذ 2007 .

## روابط خارجية
- كارلوس مونتياغودو على موقع الاتحاد الدولي (مؤرشف)  (الإنجليزية)
- كارلوس مونتياغودو على موقع قاعدة بيانات كرة القدم.إي يو (الإنجليزية)
- كارلوس مونتياغودو على موقع ناشيونال فوتبول تيمز (الإنجليزية)